# Гитаррон

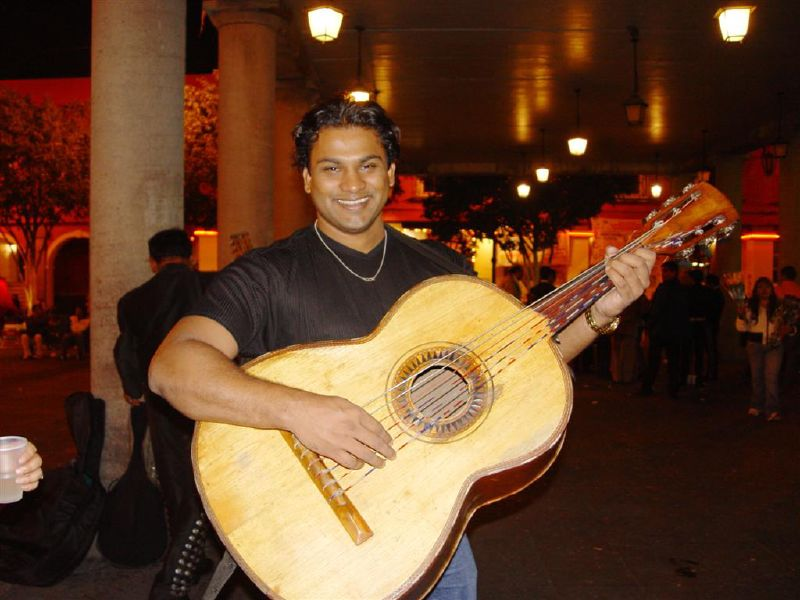
Музыкант, играющий на гитарроне в Мехико

Гитаррон или «большая гитара» (в испанском языке суффикс «-ón» указывает на большие размеры) — мексиканская шестиструнная бас-гитара очень крупных размеров, используемая в оркестрах мариачи. Несмотря на очевидное сходство с гитарой, гитаррон был изобретён отдельно, это модификация испанского инструмента bajo de uña. Благодаря большим размерам, гитаррон не нуждается в усилении звука с помощью электрической техники.
Гитаррон — щипковый инструмент с двойными струнами. Строй гитаррона — A D G C E A.

## Традиционное использование
Гитаррон используется в мексиканских оркестрах мариачи, которые обычно состоят из двух скрипок, двух труб, одной испанской гитары, одной виуэлы (пятиструнной гитары, настроенной на высокие тона) и, собственно, гитаррона. Некоторые оркестры мариачи состоят из более, чем 20 музыкантов. Изначально мариачи были группами мексиканских уличных музыкантов, но в настоящее время большинство оркестров заняты в поп-индустрии.
Изначально струны для гитаррона изготавливались из кишок животных.

## Нетрадиционное использование
- Гитаррон использовался при записи альбома Freak Out! (1966) группы The Mothers of Invention.
- Рэнди Мейснер из группы The Eagles играет на гитарроне в композиции «New Kid In Town» в альбоме Hotel California (1976).